# З інших світів
«З інших світів» (From Other Worlds) — американський науково-фантастичний комедійний фільм 2004 року, сценаристом і режисером якого виступив Баррі Стругатц.

## Про фільм
Пригнічена бруклінська домогосподарка ходить уві сні, поки її не викрадає НЛО.
Сповнена рішучості розгадати таємницю потойбічного досвіду, вона вирушає в подорож. Яка веде до романтики та нового сенсу життя.

## Знімались
| Актор              | Роль     |
| ------------------ | -------- |
| Кара Буоно         | Джоана   |
| Роберт Дауні       | Бейкер   |
| Джона Мейєрсон     | Генрі    |
| Квінн Шепард       | Лінда    |
| Девід Ленсбері     | Браян    |
| Річард М. Девідсон | Доктор   |
| Лорі Тан Чінн      | Кім      |
| Лора Естерман      | психіатр |
| Ісаак де Банколе   | Банколе  |
| Йоганн Карло       | Фріда    |